# Герб Валонгу
Ге́рб Валонгу — офіційний символ міста Валонгу, Португалія. Використовується як територіальний герб. У срібному щиті п'ять зелених колосків, перев'язаних золотом. Обабіч них два чорні жорнова, підбиті золотом. Внизу шита дві сині хвилясті смуги. Щит увінчує срібна мурована міська корона з п'ятьма вежами.  Під щитом біла стрічка, на якій великими літерами напис португальською: «município de Valongo» (муніципалітет Валонгу).  Офіційно затверджений 10 серпня 1990 року. Створений на основі попереднього містечкового герба, ухваленого 23 листопада 1935 року. 

## Галерея

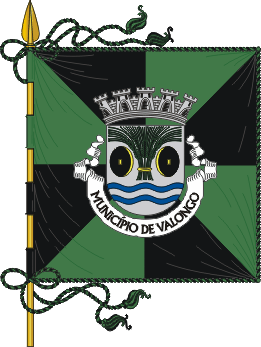
Прапор